# Hőtágulási együttható
Hőátadás folyamán a molekulákban az atomok közötti kötésben tárolt energia változik. Ha a tárolt energia nő, az atomok távolsága szintén növekszik. Ennek eredményeképpen a szilárd testek általában tágulnak hőmérsékletnövelés hatására, hűtés következtében pedig összehúzódnak. Néhány anyagnak negatív hőtágulási együtthatója van, ami azt jelenti, hogy hűtés esetén tágulnak (ilyen például a víz 0 és 4 C° között). A hőmérséklet-változásra adott választ a hőtágulási együttható fejezi ki:
A hőtágulási együtthatón (hőtágulási tényezőn) kétféle, rokon fogalmat értenek:
- lineáris hőtágulási együtthatót
- térfogati hőtágulási együtthatót

A térfogati hőtágulási együttható szilárd és folyékony anyagokra értelmezik. A lineáris hőtágulási együtthatónak csak szilárd testek esetében van jelentése, ezt gyakran használják a mérnöki számításoknál.

## Lineáris hőtágulási együttható
A lineáris hőtágulási együttható a szilárd anyag hőmérséklet-változásra adott hosszméret-változásának a mértéke:
{\displaystyle \alpha ={1 \over L}\left({\partial L \over \partial T}\right)_{p}[\mathrm {K} ^{-1}]}
A kifejezést szigorú értelemben véve állandó nyomáson szükséges értelmezni. A hőtágulást figyelembe kell venni nagyméretű szerkezetek (például hidak) vagy magas hőmérsékleten üzemelő gépek (például motorok, gőz- és gázturbinák) tervezésénél, hosszméréseknél (mind a mérőeszköz, mind a mért tárgy tágulást szenved), öntvények tervezésénél és minden olyan mérnöki alkalmazásnál, ahol a hőtágulás szerepet játszhat.
Az alábbi táblázat néhány anyag lineáris fajlagos hőtágulását, a másik táblázat a hőtágulási együtthatókat tartalmazza:
| Néhány szilárd anyag fajlagos hosszváltozása ΔL/L 10−3 0 és t C° között | Néhány szilárd anyag fajlagos hosszváltozása ΔL/L 10−3 0 és t C° között | Néhány szilárd anyag fajlagos hosszváltozása ΔL/L 10−3 0 és t C° között | Néhány szilárd anyag fajlagos hosszváltozása ΔL/L 10−3 0 és t C° között | Néhány szilárd anyag fajlagos hosszváltozása ΔL/L 10−3 0 és t C° között | Néhány szilárd anyag fajlagos hosszváltozása ΔL/L 10−3 0 és t C° között | Néhány szilárd anyag fajlagos hosszváltozása ΔL/L 10−3 0 és t C° között | Néhány szilárd anyag fajlagos hosszváltozása ΔL/L 10−3 0 és t C° között | Néhány szilárd anyag fajlagos hosszváltozása ΔL/L 10−3 0 és t C° között | Néhány szilárd anyag fajlagos hosszváltozása ΔL/L 10−3 0 és t C° között | Néhány szilárd anyag fajlagos hosszváltozása ΔL/L 10−3 0 és t C° között |
| t C°                                                                    | -253                                                                    | -190                                                                    | +100                                                                    | 200                                                                     | 300                                                                     | 400                                                                     | 500                                                                     | 600                                                                     | 800                                                                     | 1000                                                                    |
| ----------------------------------------------------------------------- | ----------------------------------------------------------------------- | ----------------------------------------------------------------------- | ----------------------------------------------------------------------- | ----------------------------------------------------------------------- | ----------------------------------------------------------------------- | ----------------------------------------------------------------------- | ----------------------------------------------------------------------- | ----------------------------------------------------------------------- | ----------------------------------------------------------------------- | ----------------------------------------------------------------------- |
| Acél                                                                    | -                                                                       | -1,64                                                                   | +1,17                                                                   | 2,45                                                                    | 3,83                                                                    | 5,31                                                                    | 6,91                                                                    | 8,60                                                                    | -                                                                       | -                                                                       |
| Alumínium                                                               | -3,72                                                                   | -3,43                                                                   | +2,38                                                                   | 4,9                                                                     | 7,65                                                                    | 10,60                                                                   | 13,70                                                                   | 17,00                                                                   | -                                                                       | -                                                                       |
| Antimon┴                                                                | -                                                                       | -                                                                       | +0,80                                                                   | 1,60                                                                    | 2,50                                                                    | 3,25                                                                    | -                                                                       | -                                                                       | -                                                                       | -                                                                       |
| Antimon║                                                                | -                                                                       | -                                                                       | +1,75                                                                   | 3,80                                                                    | 5,85                                                                    | 7,80                                                                    | -                                                                       | -                                                                       | -                                                                       | -                                                                       |
| Arany                                                                   | -2,97                                                                   | -2,48                                                                   | +1,42                                                                   | 2,92                                                                    | 4,44                                                                    | 6,01                                                                    | 7,62                                                                    | -                                                                       | -                                                                       | -                                                                       |
| Bronz 85% Cu, 9% Mn, 6% Sn                                              | -                                                                       | -2,84                                                                   | +1,75                                                                   | 3,58                                                                    | 5,50                                                                    | 7,51                                                                    | 9,61                                                                    | -                                                                       | -                                                                       | -                                                                       |
| Dural 95% Al, 4% Cu                                                     | -                                                                       | -                                                                       | +2,35                                                                   | 4,90                                                                    | 7,80                                                                    | 10,70                                                                   | 13,65                                                                   | -                                                                       | -                                                                       | -                                                                       |
| Ezüst                                                                   | -3,74                                                                   | -3,22                                                                   | +1,95                                                                   | 4,00                                                                    | 6,08                                                                    | 8,32                                                                    | 10,43                                                                   | 12,70                                                                   | 17,65                                                                   | -                                                                       |
| Invar 54% Co, 36% Fe, 10% Cr                                            | -                                                                       | -0,25                                                                   | +0,05                                                                   | 0,05                                                                    | -                                                                       | -                                                                       | -                                                                       | -                                                                       | -                                                                       | -                                                                       |
| Irídium                                                                 | -                                                                       | -1,07                                                                   | +0,65                                                                   | -                                                                       | -                                                                       | -                                                                       | -                                                                       | -                                                                       | -                                                                       | 7,90                                                                    |
| Konstantán 60% Cu, 40% Ni                                               | -                                                                       | -2,26                                                                   | +1,52                                                                   | 3,12                                                                    | 4,81                                                                    | 6,57                                                                    | 8,41                                                                    | -                                                                       | -                                                                       | -                                                                       |
| Króm                                                                    | -                                                                       | -                                                                       | +0,70                                                                   | 1,55                                                                    | 2,50                                                                    | 3,55                                                                    | 4,50                                                                    | -                                                                       | -                                                                       | -                                                                       |
| Magnézium                                                               | -                                                                       | -                                                                       | +2,65                                                                   | 5,52                                                                    | -                                                                       | -                                                                       | -                                                                       | -                                                                       | -                                                                       | -                                                                       |
| Manganin 86% Cu, 12% Mn, 2% Ni                                          | -                                                                       | -                                                                       | +1,75                                                                   | 3,65                                                                    | 5,60                                                                    | 7,53                                                                    | 9,70                                                                    | 11,90                                                                   | 16,80                                                                   | -                                                                       |
| Molibdén                                                                | -                                                                       | -0,79                                                                   | +0,52                                                                   | 1,07                                                                    | 1,64                                                                    | 2,24                                                                    | -                                                                       | -                                                                       | -                                                                       | -                                                                       |
| Nikkel                                                                  | -                                                                       | -1,89                                                                   | +1,30                                                                   | 2,75                                                                    | 4,30                                                                    | 5,95                                                                    | 7,60                                                                    | 9,27                                                                    | 12,80                                                                   | 16,80                                                                   |
| Ólom                                                                    | -6,21                                                                   | -5,08                                                                   | +2,90                                                                   | 5,93                                                                    | 9,33                                                                    | -                                                                       | -                                                                       | -                                                                       | -                                                                       | -                                                                       |
| Öntöttvas                                                               | -                                                                       | -1,59                                                                   | +1,04                                                                   | 2,21                                                                    | 3,49                                                                    | 4,90                                                                    | 6,44                                                                    | 8,09                                                                    | 11,76                                                                   | -                                                                       |
| Palládium                                                               | -                                                                       | -1,92                                                                   | +1,19                                                                   | 2,42                                                                    | 3,70                                                                    | 5,02                                                                    | 6,38                                                                    | 7,79                                                                    | 10,74                                                                   | 13,86                                                                   |
| Platina                                                                 | -                                                                       | -1,51                                                                   | +0,90                                                                   | 1,83                                                                    | 2,78                                                                    | 3,76                                                                    | 4,77                                                                    | 5,80                                                                    | 7,94                                                                    | 10,19                                                                   |
| Platina-iridium 80% Pt, 20% Ir                                          | -                                                                       | -1,43                                                                   | +0,83                                                                   | 1,70                                                                    | 2,59                                                                    | 3,51                                                                    | 4,45                                                                    | 4,43                                                                    | 7,97                                                                    | 9,62                                                                    |
| Platina-ródium 80% Pt, 20% Rh                                           | -                                                                       | -                                                                       | -                                                                       | -                                                                       | 2,78                                                                    | -                                                                       | -                                                                       | 5,85                                                                    | -                                                                       | 10,45                                                                   |
| Porcelán                                                                | -0,32                                                                   | -                                                                       | +0,30                                                                   | 0,66                                                                    | 1,03                                                                    | 1,41                                                                    | 1,82                                                                    | 2,24                                                                    | 310                                                                     | 4,31                                                                    |
| Réz                                                                     | -2,97                                                                   | -2,65                                                                   | +1,65                                                                   | 3,38                                                                    | 5,15                                                                    | 7,07                                                                    | 9,04                                                                    | 11,09                                                                   | -                                                                       | -                                                                       |
| Ródium                                                                  | -                                                                       | -1,30                                                                   | -                                                                       | -                                                                       | -                                                                       | -                                                                       | -                                                                       | -                                                                       | -                                                                       | -                                                                       |
| Sárgaréz 62% Cu, 38% Mn                                                 | -3,55                                                                   | -3,11                                                                   | +1,84                                                                   | 3,85                                                                    | 6,03                                                                    | 8,39                                                                    | -                                                                       | -                                                                       | -                                                                       | -                                                                       |
| Üveg (Jénai 16.III)                                                     | -1,22                                                                   | -1,13                                                                   | +0,81                                                                   | 1,67                                                                    | 2,60                                                                    | 3,59                                                                    | 4,63                                                                    | -                                                                       | -                                                                       | -                                                                       |
| Üveg (kvarc)                                                            | -                                                                       | -                                                                       | +0,051                                                                  | 0,117                                                                   | 0,118                                                                   | 0,254                                                                   | 0,306                                                                   | 0,36                                                                    | 0,45                                                                    | 0,54                                                                    |
| Volfrám                                                                 | -                                                                       | -0,73                                                                   | +0,45                                                                   | 0,90                                                                    | 1,40                                                                    | 1,90                                                                    | 2,25                                                                    | 2,70                                                                    | 3,60                                                                    | 4,60                                                                    |

| Aszfalt                                 | 20     | 3     |
| Bizmut                                  | 17-100 | 1,35  |
| Celluloid                               | 20-40  | 7,4   |
| Cement és beton                         | 20     | 1~1,4 |
| Ebonit                                  | 17-25  | 7,7   |
| Borostyán                               | 20-100 | 5~6   |
| Erdeifenyő ┴                            | 2-34   | 3,4   |
| Erdeifenyő ║                            | 2-34   | 0,54  |
| Tölgy ┴                                 | 2-34   | 5,44  |
| Tölgy ║                                 | 2-34   | 0,49  |
| Bükk ┴                                  | 2-34   | 6,14  |
| Bükk ║                                  | 2-34   | 0,26  |
| Dió ┴                                   | 2-34   | 4,84  |
| Dió ║                                   | 2-34   | 0,65  |
| Folypát                                 | 40     | 1,91  |
| Gyémánt                                 | 50     | 0,132 |
| Gipsz (kristályos)                      | 12-25  | 2,5   |
| Grafit                                  | 50     | 0,8   |
| Gránit                                  | 20     | 0,8   |
| Jég                                     | -10-0  | 5,07  |
| Kadmium                                 | 18-43  | 2,47  |
| Kálium                                  | 0-50   | 8,3   |
| Keménygumi                              | 20     | 0,1   |
| Kén                                     | 13-50  | 7,43  |
| Márvány (fehér)                         | 15-100 | 0,2   |
| Mészpát                                 | 40     | 2,6   |
| Nátrium                                 | 0-50   | 7,2   |
| Konyhasó (NaCl)                         | 0-25   | 4,2   |
| Pala                                    | 20     | 0,1   |
| Plexi                                   | 20-100 | 13,0  |
| Szelén                                  | 0-60   | 5,8   |
| Szilícium                               | 3-18   | 0,25  |
| Tégla)                                  | 20     | 0,95  |
| Üveg lágy: 68% SiO2, 14% Na2O, 0,7% CaO | 20     | 0,35  |
| Üveg kemény: 64% SiO2, 20% K2O, 11% CaO | 20     | 0,97  |
| Tantál                                  | 0-100  | 0,65  |

A fentiek szerint egy 1m (1000 mm) hosszú acélrúd megnyúlása 0 C°-ról 200 C°-ra való hevítés során:
{\displaystyle \Delta L=\alpha \cdot L\cdot \Delta T=1,2\cdot 10^{-5}\cdot 1000\cdot 200=2,4\,} mm.
( αacél = 1,2* 10−5 K−1 ez a ferrit-perlites szerkezetű acélra igaz, a vas pl.: αvas = 1,1* 10−5 K−1 )

## Térfogati hőtágulási együttható
A térfogati hőtágulási együttható az anyagok termodinamikai tulajdonsága, melyet az alábbi összefüggéssel definiálnak:
{\displaystyle \beta ={\frac {1}{V}}\left({\frac {\partial V}{\partial T}}\right)_{p}=-{1 \over \rho }\left({\frac {\partial \rho }{\partial T}}\right)_{p}\mathrm {[K^{-1}]} }
ahol {\displaystyle T} a hőmérséklet, {\displaystyle V} a térfogat, {\displaystyle \rho } a sűrűség, a deriválást állandó nyomás mellett hajtják végre; β pedig a sűrűség változásának mértéke állandó nyomáson, a hőmérsékletváltozás hatására.
Bizonyítás:
{\displaystyle \beta ={\frac {1}{V}}\left({\frac {\partial V}{\partial T}}\right)_{p}={\frac {\rho }{m}}\left({\frac {\partial V}{\partial \rho }}\right)_{p}\left({\frac {\partial \rho }{\partial T}}\right)_{p}={\frac {\rho }{m}}(-{\frac {m}{\rho ^{2}}})\left({\frac {\partial \rho }{\partial T}}\right)_{p}=-{1 \over \rho }\left({\frac {\partial \rho }{\partial T}}\right)_{p}}
ahol {\displaystyle m} a tömeg.
Szigorúan izotróp anyagokra a lineáris hőtágulási együttható jó közelítéssel a térfogati hőtágulási együttható harmadaként vehető számításba, azaz
{\displaystyle \beta \cong 3\alpha }
Igazolás:
{\displaystyle \beta ={\frac {1}{V}}\left({\frac {\partial V}{\partial T}}\right)_{p}={\frac {1}{L^{3}}}\left({\frac {\partial L^{3}}{\partial T}}\right)_{p}={\frac {1}{L^{3}}}\left({\frac {\partial L^{3}}{\partial L}}\right)_{p}\cdot \left({\frac {\partial L}{\partial T}}\right)_{p}\cong 3\cdot {\frac {L^{2}}{L^{3}}}\left({\frac {\partial L}{\partial T}}\right)_{p}=3\cdot {\frac {1}{L}}\left({\frac {\partial L}{\partial T}}\right)_{p}=3\alpha }
Ez a 3-as szorzó abból adódik, hogy a térfogatváltozás három egymásra merőleges hosszméret egyidejű változásából jön létre. Így izotróp anyagnál a térfogatváltozás egyharmad része jut egy-egy irányra (ez igen közel áll a kis differenciák közelítő értékéhez). Megjegyzendő, hogy a térfogat hossz szerinti parciális deriváltja a fenti levezetésben pontos, a gyakorlatban azonban a térfogatváltozás csak kis változások esetén igaz (vagyis a kifejezés nemlineáris). Ahogy a hőmérsékletváltozás nő, és a lineáris hőtágulás ezzel együtt szintén nő, a fenti képlet hibája is egyre nagyobb lesz.
Anizotróp anyagok esetén a térfogati hőtágulás az egyes irányokban nem azonos. 
| Egyes folyadékok β hőtágulási együtthatója | Egyes folyadékok β hőtágulási együtthatója |
| Folyadék                                   | β 10−3 K−1-ban i 20 °C hőmérsékleten       |
| ------------------------------------------ | ------------------------------------------ |
| Etanol                                     | 1,10                                       |
| Aceton                                     | 1,43                                       |
| Benzin                                     | 1,06                                       |
| Benzol                                     | 1,23                                       |
| Kloroform (Triklór-metán)                  | 1,28                                       |
| Ecetsav                                    | 1,07                                       |
| Éter                                       | 1,62                                       |
| Etil-acetát                                | 1,38                                       |
| Glicerin                                   | 0,49                                       |
| Metanol                                    | 1,10                                       |
| Kőolaj (Hidraulikaolaj)                    | 0,70                                       |
| Paraffin                                   | 0,76                                       |
| Petróleum                                  | 0,96                                       |
| Higany                                     | 0,182                                      |
| Terpentin                                  | 1,00                                       |
| Tetraklór-metán                            | 1,22                                       |
| Toluol                                     | 1,12                                       |
| Víz                                        | 0,21                                       |

| Víz hőtágulási együtthatója különböző hőmérsékleteken (β 10−3 K−1) | Víz hőtágulási együtthatója különböző hőmérsékleteken (β 10−3 K−1) |
| ------------------------------------------------------------------ | ------------------------------------------------------------------ |
| 0 °C                                                               | -0,068                                                             |
| 4 °C                                                               | 0                                                                  |
| 10 °C                                                              | 0,088                                                              |
| 20 °C                                                              | 0,207                                                              |
| 30 °C                                                              | 0,303                                                              |
| 40 °C                                                              | 0,384                                                              |
| 50 °C                                                              | 0,454                                                              |
| 60 °C                                                              | 0,516                                                              |
| 70 °C                                                              | 0,571                                                              |
| 80 °C                                                              | 0,621                                                              |
| 90 °C                                                              | 0,666                                                              |
| 100 °C                                                             | 0,707                                                              |

## Alkalmazások
A hőtágulást használják fel a higanyos hőmérőnél és a bimetál készülékeknél.
Tengelyre szorosan illesztet tárcsát sajtolás helyett úgy is fel lehet szerelni, hogy a tárcsát megfelelő hőmérsékletre melegítik, ekkor a hőtágulás megnöveli a tárcsa furatának átmérőjét, könnyen rá lehet húzni a tengelycsapra, lehűléskor pedig erősen rászorul a tengelyre. Ennek ellenkezője szorosan illesztett gyűrűk leszerelése a gyűrű gyors hevítésével, nagyátmérőjű (100 mm-es és nagyobb) csavarok meglazításához a csavarszár olyan furattal készülhet, melybe elektromos fűtés helyezhető a meglazításhoz.
Léteznek olyan ötvözetek, melyek hőtágulási együtthatója igen kicsi, például az Invar 36 acél hőtágulási együtthatója 0,0000016 1/K. Ezek az ötvözetek rendkívül hasznosak a nagysebességű repülőgépeknél, ahol hirtelen nagy hőingadozások léphetnek fel.
A hőtágulás fontos szerepet játszik a központi fűtési rendszerek tervezésénél. A mérnöki gyakorlatban az alábbi táblázatot használják, mely figyelembe veszi a víz hőmérséklet-függő hőtágulási együtthatóját és a fűtési rendszerek egyéb jellemzőit. A táblázat százalékosan mutatja a víz térfogatváltozását, 10 °C-os betöltési hőmérsékletet figyelembe véve.
| Maximális vízhőmérséklet | 40 °C | 50 °C | 60 °C | 70 °C | 80 °C | 90 °C |
| Térfogat-növekedés       | 0,8%  | 1,2%  | 1,7%  | 2,2%  | 2,9%  | 3,6%  |

## A hőtágulás káros hatása
Magas hőmérsékletű csővezetékek hőtágulása jelentős lehet, ha nem gondolnak a tervezéskor erre, könnyen tönkremenetelükhöz vezetne. Hogy a csővezeték gátolt hőtágulása ne eredményezzen túlságosan nagy belső erőket és nyomatékokat a csőben magában és a csatlakozási pontjain, csőkompenzátorokat és úgynevezett csőlírákat alkalmaznak. Hasonló célokat szolgál hidaknál a dilatációs szerkezet, mely fésű-szerűen egymásbanyúló fogaival lehetővé teszi a híd egyes részeinek szabad hőtágulását.
Nagy hőmérsékleten üzemelő gépek (gőzturbinák, gázturbinák, rakétamotorok kialakításánál nagy figyelmet szentelnek a hőtágulásra. Különösen komoly problémát jelent a különböző anyagokból készített gépalkatrészek összeillesztése, melyeknek hőtágulási együtthatója is különböző lehet.